# اینگرید تیمکووا
اینگرید تیمکووا (اسلواکی: Ingrid Timková; ۱۷ ژانویهٔ ۱۹۶۷ – ) بازیگر، و بازیگر سینما اهل کشور اسلواکی است. وی از سال ۱۹۸۸ میلادی تاکنون مشغول فعالیت بوده‌است. او در پنجمین جشنواره تلویزیونی شانگهای در سال ۱۹۹۴ به عنوان بهترین بازیگر زن در یک فیلم تلویزیونی انتخاب شد.